# Vera Popkova
Pour les articles homonymes, voir Popkova.
Vera Ivanovna Popkova (née Vera Ivanovna Kabreniouk, le 2 avril 1943 à Tcheliabinsk et morte le 29 septembre 2011 à Lviv,) est une athlète russe, spécialiste du sprint. 
Elle a remporté quatre médailles de bronze pour l'Union soviétique dans des compétitions internationales en plein air, dont une avec ses compatriotes Ludmila Maslakova, Galina Bukharina et Lyudmila Samotysova du relais 4 × 100 m aux Jeux olympiques d'été de 1968.

## Palmarès

### Jeux olympiques
- Jeux olympiques d'été de 1968 à Mexico ( Mexique)
  -  Médaille de bronze en relais 4 × 100 m

### Championnats d'Europe d'athlétisme
- Championnats d'Europe d'athlétisme de 1966 à Budapest ( Hongrie)
  - 5e sur 100 m
  -  Médaille de bronze sur 200 m
  -  Médaille de bronze en relais 4 × 100 m
- Championnats d'Europe d'athlétisme de 1969 à Athènes ( Grèce)
  -  Médaille de bronze en relais 4 × 400 m

### Championnats d'Europe d'athlétisme en salle
- Jeux européens d'athlétisme en salle de 1967 à Prague ( Tchécoslovaquie)
  - 6e sur 50 m
  -  Médaille d'or en relais (4 × 1 tour)
  -  Médaille d'or en relais (1 + 2 + 3 + 4 tours)
- Jeux européens d'athlétisme en salle de 1968 à Madrid ( Espagne)
  - disqualifiée en relais (4 × 1 tour)
  -  Médaille d'or en relais (1 + 2 + 3 + 4 tours)
- Championnats d'Europe d'athlétisme en salle de 1971 à  Sofia ( Bulgarie)
  -  Médaille d'or sur 400 m